# IC 3049/2
IC 3049/2 је спирална галаксија у сазвијежђу Береникина коса која се налази на листи објеката дубоког неба у Индекс каталогу.
Деклинација објекта је + 14° 28' 45" а ректасцензија 12h 13m 34,1s. Привидна величина (магнитуда) објекта IC 3049 износи 14,7 а фотографска магнитуда 15,5. IC 30492 је још познат и под ознакама UGC 7227, CGCG 98-105, VCC 83, PGC 200284.